# Ли Сыдэ, Иосиф
Иосиф Ли Сыдэ (3 октября 1926 — 8 июня 2019) — католический прелат, епископ Тяньцзиня с 1982 года.

## Биография
Родился 3 октября 1926 года. 17 июня 1955 года был рукоположён в священники.
В 1982 году Римский папа Иоанн Павел II назначил его епископом Тяньцзиня. Его назначение не было признано китайскими властями в связи с тем, что он отказался присоединиться к официальной Католической Патриотической Ассоциации. 15 июня 1982 года в подпольных условия состоялось его рукоположение в епископы, которое совершил епископ Павел Лю Шухэ.
Был вице-президентом подпольной Конференции католических епископов провинции Шэньси. В декабре 1989 года был арестован за участие в состоявшейся в ноябре этого же года заседании католической конференции. Находился в заключении полтора года. Был освобождён в июне 1991 года. С 1992 года находился под домашним арестом. Его передвижение было ограничено территорией сельского храма в деревне Liangzhuang в уезде Цзисянь.
В августе 2007 года китайские власти предприняли попытку заставить Иосифа Ли Сидэ присоединиться к Католической патриотической ассоциации. Согласно источникам организации Amnesty International от 16 июля 2008 года большинство католических священников епархии Тяньцзиня подчинялись епископу Иосифу Ли Сидэ.